# Mecutina filipes
Mecutina filipes is een hooiwagen uit de familie Assamiidae.